# Kolegium Międzyobszarowych Indywidualnych Studiów Humanistyczno-Społecznych KUL
Kolegium Międzyobszarowych Indywidualnych Studiów Humanistyczno-Społecznych (Międzyobszarowe Indywidualne Studia Humanistyczno-Społeczne) międzywydziałowa jednostka dydaktyczna funkcjonująca na KULu powołana 1 XII 2000 r. uchwałą Senatu KUL na wniosek rektora ks. A. Szostka i podległa rektorowi. Do 12 IV 2012 r. Kolegium funkcjonowało pod nazwą Kolegium Międzywydziałowych Indywidualnych Studiów Humanistycznych. Od 1 października 2019 r. Kolegium jest włączone do Wydziału Filozofii KUL.
Dyrektorami Kolegium byli: Mirosława Hanusiewicz-Lavallee (1 XII 2000 - 30 IX 2006), Piotr Gutowski (1 X 2006 - 30 VIII 2012), Agnieszka Dziuba (1 IX 2012 r- 30.06.2020), Anna Głąb ( od 01.07.2020). Funkcję wicedyrektorów pełnili: Piotr Gutowski (1 X 2003 - 30 IX 2006), Agnieszka Dziuba (1 X 2006 - 30 VIII 2012), Przemysław Gut (1 IX 2012 - 7 X 2016).
Pomysłodawcą studiów międzywydziałowych był Jerzy Axer, filolog klasyczny z UW. Dążył on do stworzenia w Polsce takiego rodzaju studiów, które zachowałyby najlepsze cechy tradycyjnego kształcenia uniwersyteckiego, likwidując jednocześnie bariery administracyjne, na jakie napotyka student pragnący równolegle studiować 2 kierunki lub wzbogacić swój plan studiów o przedmioty nie występujące w ofercie interesującego go kierunku. Do realizacji swojego pomysłu J. Axer zaprosił przedstawicieli największych i prestiżowych uniwersytetów, w tym Uniwersytet Jagielloński, Uniwersytet Wrocławski, Uniwersytet Śląski, Uniwersytet im. Adama Mickiewicza w Poznaniu, Uniwersytet Mikołaja Kopernika w Toruniu, Uniwersytet Warszawski oraz Katolicki Uniwersytet Lubelski Jana Pawła II.

## Studia w Kolegium MISHuS
Celem Kolegium jest opieka administracyjna i merytoryczna nad studentami, którzy tworzą swoje indywidualne plany studiów, wybrane z oferty dydaktycznej ponad 20 kierunków sfederowanych w tej jednostce. Wszystkie uaktualniane programy studiów są dostosowane do specyfiki jednostki. Są to minima programowe, uwzględniające tylko przedmioty realizujące efekty kształcenia danego kierunku. Student, kształtując swój indywidualny plany, winien zadeklarować co najmniej 1 kierunek studiów i realizować jego minimum programowe. Ma również obowiązek dołączyć do niego przedmioty z innych kierunków, z koniecznością uwzględnienia w swoim plany reprezentacji co najmniej 3 metodologii z 2 obszarów. Powyższe zasady dają ogromne możliwości osobistego projektowania swojej ścieżki edukacyjnej. Walorem studiowania jest indywidualna opieka tutora, który czuwa nad rozwojem edukacyjnym studenta, aprobuje skonstruowany przez niego plany studiów, niekiedy pomaga w jego budowie. Student pod kierunkiem opiekuna naukowego corocznie pisze pracę (praca roczna), która ma odzwierciedlać zainteresowania naukowe studenta oraz jego rozwój naukowy. Tutorzy rekrutują się z grona najwybitniejszych pracowników Uczelni. Zasady studiowania w jednostce są zatwierdzone uchwałą Senatu KUL.
Studenci MISHuS poszukują różnorodnych, niekonwencjonalnych ścieżek rozwoju, które naturalnie wykraczają poza obszar jednego kierunku studiów. W odpowiedzi na indywidualne preferencje Kolegium MISHuS oferuje możliwość studiowania na pięciu wydziałach jednocześnie (Filozofii, Teologii, Nauk Humanistycznych, Nauk Społecznych oraz Prawa, Prawa kanonicznego i Administracji).
Student MISHuS uzyskuje dyplom licencjacki bądź magisterski na następujących kierunkach:
- bezpieczeństwo narodowe
- dziennikarstwo i komunikacja społeczna
- edytorstwo
- ekonomia
- filologia angielska
- filologia klasyczna
- filologia niderlandzka
- filologia polska
- filozofia
- germanistyka
- hispanistyka
- historia
- historia sztuki
- italianistyka
- kognitywistyka
- kryminologia
- lingwistyka stosowana
- muzykologia
- pedagogika
- pedagogika specjalna (sjm)
- pedagogika przedszkolna i wczesnoszkolna (sjm)
- prawo (sjm)
- prawo kanoniczne (sjm)
- psychologia (sjm)
- retoryka stosowana
- romanistyka
- sinologia
- socjologia
- stosunki międzynarodowe
- teologia (sjm)

Studenci Kolegium aktywnie działają w Kole Naukowym Studentów MISHuS, organizując konferencje naukowe, fora interdyscyplinarne, wydając czasopismo „Inter Artes”. Do 2014 r. publikowali kwartalnik „Myszliciel”. Wielu z nich otrzymuje prestiżowe stypendia Ministra Nauki i Szkolnictwa Wyższego, Prezydenta Miasta Lublina i inne wyróżnienia oraz nagrody.